# Phytophthora colocasiae
Phytophthora colocasiae ist eine Art der Eipilze (Oomycetes) in der Gattung Phytophthora, die eine als Taro-Blattfäule bekannte Pflanzenkrankheit bei Taro auslöst.

## Beschreibung
Phytophthora colocasiae bildet in Kultur weißliche, bräunlich, gräuliche flockige Pilzrasen, die in sogenannten Kolonien. Diese Kolonien bestehen zunächst aus einem dichten Hyphengeflecht, das Myzel genannt wird. Die Hyphen durchmessen zwischen 3 und 4 Mikrometer und sind in der Länge sehr variabel.
Die Art reproduziert sich auf drei verschiedene Arten durch vegetative Vermehrung, durch asexuelle Vermehrung und selten durch sexuelle Fortpflanzung.

### Vegetative Vermehrung
Bei der vegetativen Vermehrung werden 26–30 Mikrometer (in Ausnahmefällen bis zu 39 μm) durchmessende, gelbe Chlamydosporen gebildet. Ihre Zellwand ist bis zu 3 Mikrometer stark. Die Chlamydosporen können terminal oder interkalar gebildet werden. Wenn sie keimen, bilden sich 3–11 Keimfäden, die dann Sporangien an ihren Spitzen ausbilden.

### Asexuelle Vermehrung
Bei der asexuellen Vermehrung bilden sich senkrecht aus der Fußzelle herauswachsende 2 bis 4 Mikrometer lange Sporangiophore. Diese tragen die gestielten Sporangien. In der Natur auf Taro-Blättern sind die Sporangiophore kurz und unverzweigt. In Kultur werden sie länger und verzweigen sich unregelmäßig mit einer Schwellung an der Verzweigungsstelle. Die Sporangien sind länglich ellipsoidisch, manchmal fast spindelförmig. Sie messen 45–60 × 23 Mikrometer (in Ausnahmefällen bis zu 70 × 28 μm). Das Verhältnis von Länge zu Breite beträgt 1,6. Die Papille ist leicht überstehend. Der Stiel ist dünn und abfallend. Er ist 3,5 bis 10 Mikrometer lang. Das Sporangium enthält die beweglichen Zoosporen.

### Sexuelle Vermehrung
Sexuelle Vermehrung bei Phytophthora colocasiae ist selten. Üblicherweise nur in Kultur bilden sich bei der weiblichen Form 23 Mikrometer (in Ausnahmefällen bis zu 35 μm) durchmessende Oogonien, die sich mit der Zeit nach gelb verfärben. Bei der männlichen Form entwickeln sich 11–13 × 11 Mikrometer messende Antheridien. Diese sind zumeist oder vollständig amphigyn, das heißt, sie umschließen den Stiel der Oogonie vollständig. In der Oogonie bilden sich dann Oospore mit einer bis zu 2,5 Mikrometer starken Zellwand.

## Pathogenität

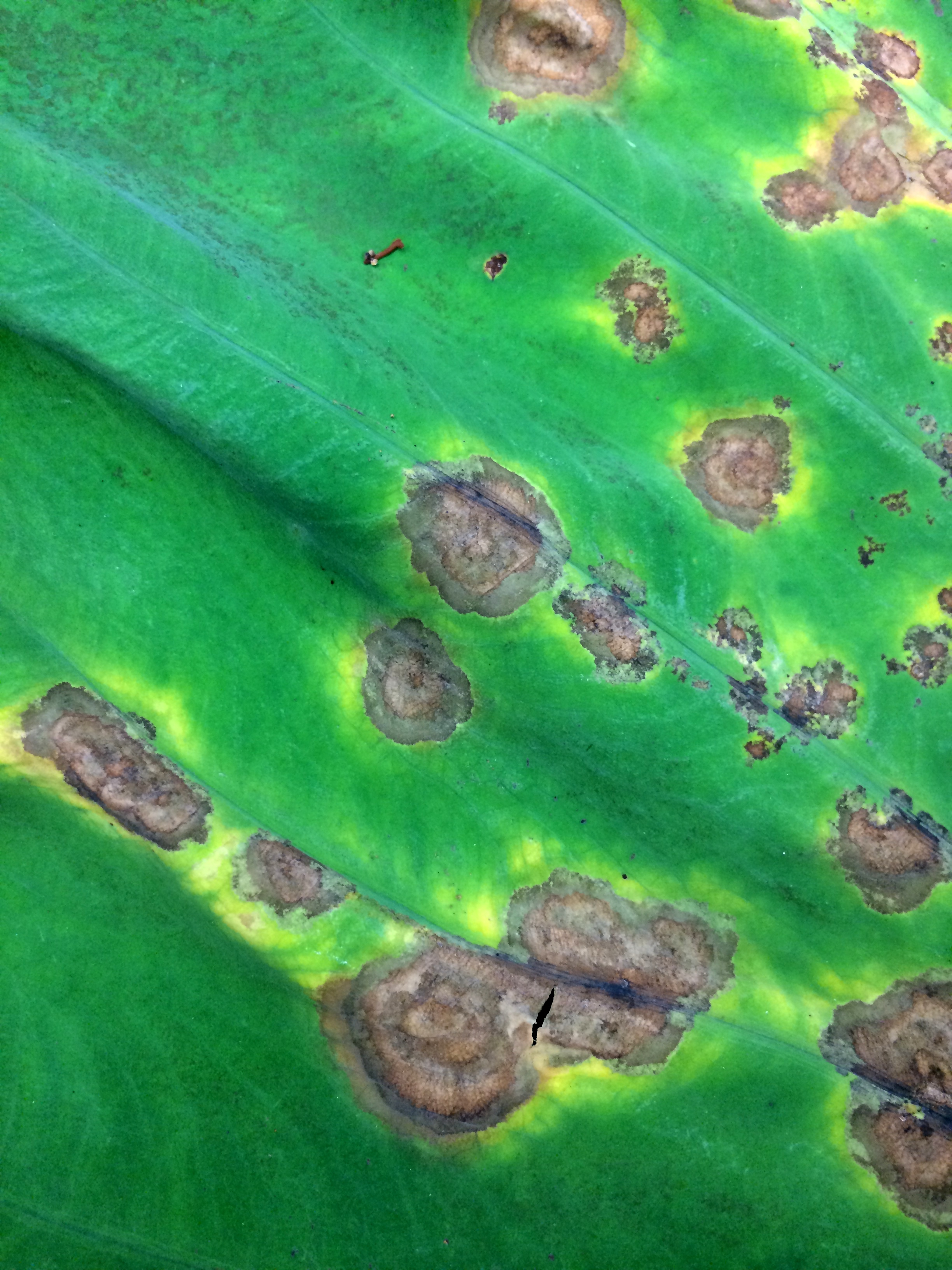
Braune Läsionen an der Blattoberseite von Taro, verursacht durch die Taro-Blattfäule

Phytophthora colocasiae befällt Arten der Gattung Colocasia, insbesondere Taro (C. esculenta) und C. antiquorum. Auch Alocasia macrorhiza wird befallen, dort ist der Pilz aber durch geringeren Inokulum Produktion nicht epidemisch. Tannia (Xanthosoma sagittifolium) wird ebenfalls befallen.
Andere Wirte, von denen berichtet wird, sind Elefantenfuß Yam (Amorphophallus paeoniifolius), Bougainvillea spectabilis, Dracontium polyphyllum, der Kautschukbaum (Hevea brasiliensis), Amerikanischer Ginseng (Panax quinquefolius), Betelpfeffer (Piper betle), Pfeffer (Piper nigrum), Rizinus (Ricinus communis) und die Rosafarbene Catharanthe (Catharanthus roseus). Viele dieser Wirte müssen jedoch noch wissenschaftlich bestätigt werden.
Bei betroffenen Pflanzen wird die sogenannte Taro-Blattfäule verursacht. Dabei bilden sich zunächst kleine, dunkle, nekrotische Läsionen auf den Blättern. Die Läsionen vergrößern sich zunehmend und werden feucht. Sie sind mehr oder minder rund und im Beginn purpurn, bevor sie sich nach braun verfärben. Oft haben die Läsionen konzentrische Verdunklungen. Bei nassem Wetter entfließt den Läsionen ein gelbliches Exsudat. Die Läsionen sind am Blattrand oft stärker als in der Blattmitte. Schließlich fällt das Blatt ab. Im fortgeschrittenen Stadium befällt Phytophthora colocasiae auch die Blattstiele und das Rhizom. Die Erkrankung verursacht starke Ernteeinbußen bis zum Totalausfall der Ernte.

## Verbreitung
Phytophthora colocasiae ist in Südasien und Ostasien und Teilen von Ozeanien weit verbreitet. In Asien tritt die Art in Myanmar, Sri Lanka, der Volksrepublik China, Hong Kong, Indien, auf Java (Indonesien), in Japan, aus der Malaiischen Halbinsel, in Nepal, Pakistan, auf Taiwan und in Thailand auf. In Ozeanien sind Fiji, Guam, Hawaii, Papua-Neuguinea, die Philippinen, die Salomonen und Hawaii sowie den anderen US-Territorien im Pazifik betroffen.
Durch die Globalisierung konnte sich die Art jedoch weiter verbreiten so wurden in den 1970er Jahren erste Vorkommen in der Dominikanischen Republik und in Afrika in Äthiopien und auf Fernando Po gemeldet. Von Äthiopien aus konnte sich die Art weiter über Ostafrika verbreiten. Von Hispaniola auf in die Vereinigten Staaten (nach Kalifornien und North Carolina) sowie nach Brasilien und Argentinien. Im Jahr 2009 traten erste Fälle in Ghana auf, im November 2009 in Nigeria. In der Entesaison 2010 wurde die Ernte in Kamerun zu großen Teilen zerstört. Von einer weiteren Ausbreitung der Art in Afrika und in der Karibik ist auszugehen.